# Stax Records
Stax Records är ett amerikanskt skivbolag, ursprungligen baserat i Memphis, Tennessee. Skivbolaget grundades 1957 som Satellite Records, namnet Stax Records antogs 1961. De är kända för sin inriktning mot soulmusik och var en viktig faktor i skapandet av southern soul- och Memphis soul-stilarna, men de har även gett ut gospel-, funk-, jazz, blues och progressiv rockinspleningar. Bland bolagets artister återfinns Otis Redding, Wilson Pickett och husbandet Booker T. & the MG's.

## Stax Records Artists
- The Bar-Kays
- Eddie Floyd
- Emerson, Lake & Palmer
- Carla Thomas
- Rufus Thomas
- Mar-Keys
- William Bell
- Booker T. & the MG's
- Otis Redding
- Nikka Costa
- Sam and Dave
- Johnnie Taylor
- The Dramatics
- Soul Children
- The Staple Singers
- Isaac Hayes
- Albert King
- Jean Knight
- Fredelic Knight
- Little Milton
- The Mad Lads
- Mable John
- Mel and Tim
- The Emotions